# 說命
說命（「說」，音同「閱」），即傅說之命、兌命、術令、詚命，為《尚書》中的一篇，按孔穎達的分類屬於“命書”之一。分為古文尚書的偽說命與清華簡的傅說之命三篇，前者為後人偽造，後者即《國語》及《禮記》中引用的說命。該篇清華簡的整理者為李學勤。說命上篇敘述了殷高宗武丁尋求佚國奴隸傅說並舉其為相以治理國家、討伐佚國諸侯佚仲的故事，中下兩篇則是武丁對傅說的誡命，王要求說時常規諫自己：“若金，用惟汝作砺”（就像金屬，你作砥礪）並做到恭天、用德、中罰。說命在後世有多處引用，如《禮記·緇衣》“惟口起羞，惟甲胄起兵”句以及《國語·楚語上》白公子張的話等。由於在創作時代上接近盤庚時期，說命的文筆與盤庚之誥較為接近。
伪古文说命即孔安国所传尚书中的说命。南宋朱熹就已经主观怀疑了孔传尚书的真实性，因其对于上古文字的解释竟毫无疑义。虽为伪书，伪古文说命仍对后世产生了一定的影响，如孙中山就引用了伪说命中的“知之非艰，行之惟艰”一句来阐述“知易行难”的道理。伪说命下篇的“若作和羹，爾惟鹽梅”也衍生出了以“盐梅”代称宰相的典故。由于伪古文尚书的作者喜欢取用其他书籍里引用的《尚书》，伪说命在多处与简文说命是类似的。